# 希金斯号驱逐舰
希金斯号驱逐舰（USS Higgins (DDG-76)）是美国海军阿利·伯克级驱逐舰的第二十六艘，以海军陆战队上校威廉·R·希金斯命名。
希金斯号驱逐舰于1996年11月14日在缅因州巴斯的巴斯钢铁厂安放龙骨，1997年10月4日下水，1999年4月24日服役。